# Яблоновський потік
Яблоновський потік (словац. Jablonovský potok) — річка; ліва притока Мочярки, протікає в в окрузі Малацки.
Довжина приблизно 8,5—9,0 км. Витік знаходиться в масиві Пезінські Карпати — на висоті приблизно 595 метрів.
Протікає територією сіл Загір'я і Яблонове.. Впадає у Мочярку на висоті приблизно 190 метрів.